# Wadud Khalil
Abdul Wadud Khalil Jum’a (arab. عبد الودود خليل جمعة, ur. w 1027 w Bagdadzie) – iracki koszykarz, uczestnik Letnich Igrzysk Olimpijskich 1948.
Był uczestnikiem igrzysk w Londynie. W sześciu olimpijskich spotkaniach zdobył 50 punktów (najlepszy punktujący zawodnik reprezentacji), przy tym notując tylko trzy faule. Razem z kolegami z reprezentacji zajął 22. miejsce, jednak jego drużyna przegrała wszystkie mecze turnieju.